# Conocephalus ebneri
Conocephalus ebneri är en insektsart som beskrevs av Carl Otto Harz 1966. Conocephalus ebneri ingår i släktet Conocephalus och familjen vårtbitare. Inga underarter finns listade i Catalogue of Life.